# Велика лаврська дзвіниця
Велика лаврська дзвіниця (або просто Велика дзвіниця) — найвища дзвіниця Києво-Печерської лаври, одна з найвищих будівель Києва.

## Архітектура
Дзвіниця являє собою восьмигранну чотирьохярусну башту з позолоченим куполом. Діаметр основи дзвіниці — 28,8 м, товщина стін 1-го ярусу — 8 м. Глибина фундаменту з гранітних плит перевищує 7 м. Висота — 96,52 м. Перший ярус Великої дзвіниці оброблено під руст, другий оздоблено 32-а доричними колонами, які стоять групами між вісьмома вікнами. Третій ярус оточений 16 іонічними колонами, по дві між вісьмома арками. Четвертий ярус (висота 22,42 м) оформлений групами легких римсько-коринфських напівколон. Для будівництва дзвіниці використали класичну схему ордерної архітектоніки, відому ще зі споруди римського Колізею. У будівлі спостерігають лише деякі елементи барокового стилю: спарені колони, розкріплені карнизи, обриси завершення глави. У будівництві дзвіниці застосована нова для того часу техніка. Сам Шедель сказав, що «ця дзвіниця єдина і в Європі, і в Російській імперії, іншої такої немає». Тут розташовані 13 дзвонів вагою близько 6 000 пудів. Серед них «Успенський», який відлив 1732 року російський майстер І. Моторін, автор кремлівського «Цар-дзвона», масою 1 000 пудів та найбільший розміром у 1 636 пудів. Зберегли 3 невеликі дзвони: «Безіменний», «Балик», «Вознесенський».
Дзвіниця має величезні розміри — 96,52 метра з хрестом, вона органічно вписується до ансамблю монастиря й усього Печерська. Її видно здалеку, за 25-30 кілометрів від міста. Аби піднятися на її верхівку необхідно зійти на 374 сходинки.

## Історія
Спочатку монастирська дзвіниця була дерев'яною. На ній уже в XVI сторіччі був установлений годинник. Найраніша згадка про дзвіницю належить німецькому купцеві й мандрівникові Мартінові Ґруневеґу, який відвідав Київ у жовтні 1584 року:

| Ми підійшли до монастиря, розташованого у прекрасному великому селі на горі над Дніпром. Біля брами в мурах під каплицею ми спішилися і повели коней за вуздечку. Просто над брамою піднімається вгору довгий провулок, уздовж якого по обидва боки ченці мають свої келії. І в кожного свій окремий будиночок і сад, все майстерно споруджено з дерева. Коли пройдеш цей провулок, опинишся на великому майдані, на якому зліва стоїть велика кам'яна церква Пречистої, так русини називають нашу дорогу Діву. Дзвінична вежа з дерева, на ній годинник, що в цій країні є дивом[2]. |
Кам'яна дзвіниця споруджена у 1731–1744 роках за проектом архітектора Йогана Готфріда Шеделя. Згідно з укладеним лаврою контрактом, Шедель повинен був протягом трьох років збудувати цю дзвіницю. Але будівництво її закінчилося аж 1745 року. Воно поглинуло всі резерви, а також привело до припинення будівництва в лаврі на інших об'єктах.
На будівництво дзвіниці було витрачено близько 5 мільйонів цеглин різної форми й розмірів. Високохудожня кераміка виготовлялася на лаврських цегельних заводах за рецептом та наглядом Шеделя. 
У 1903 році замість годинника XVIII ст. встановлено нові Куранти Великої дзвіниці, виготовлені московськими майстрами. Механізм годинника заводиться раз на тиждень ручним способом за допомогою лебідки. Куранти видзвонюють кожну чверть години і кількість годин.

## Галерея

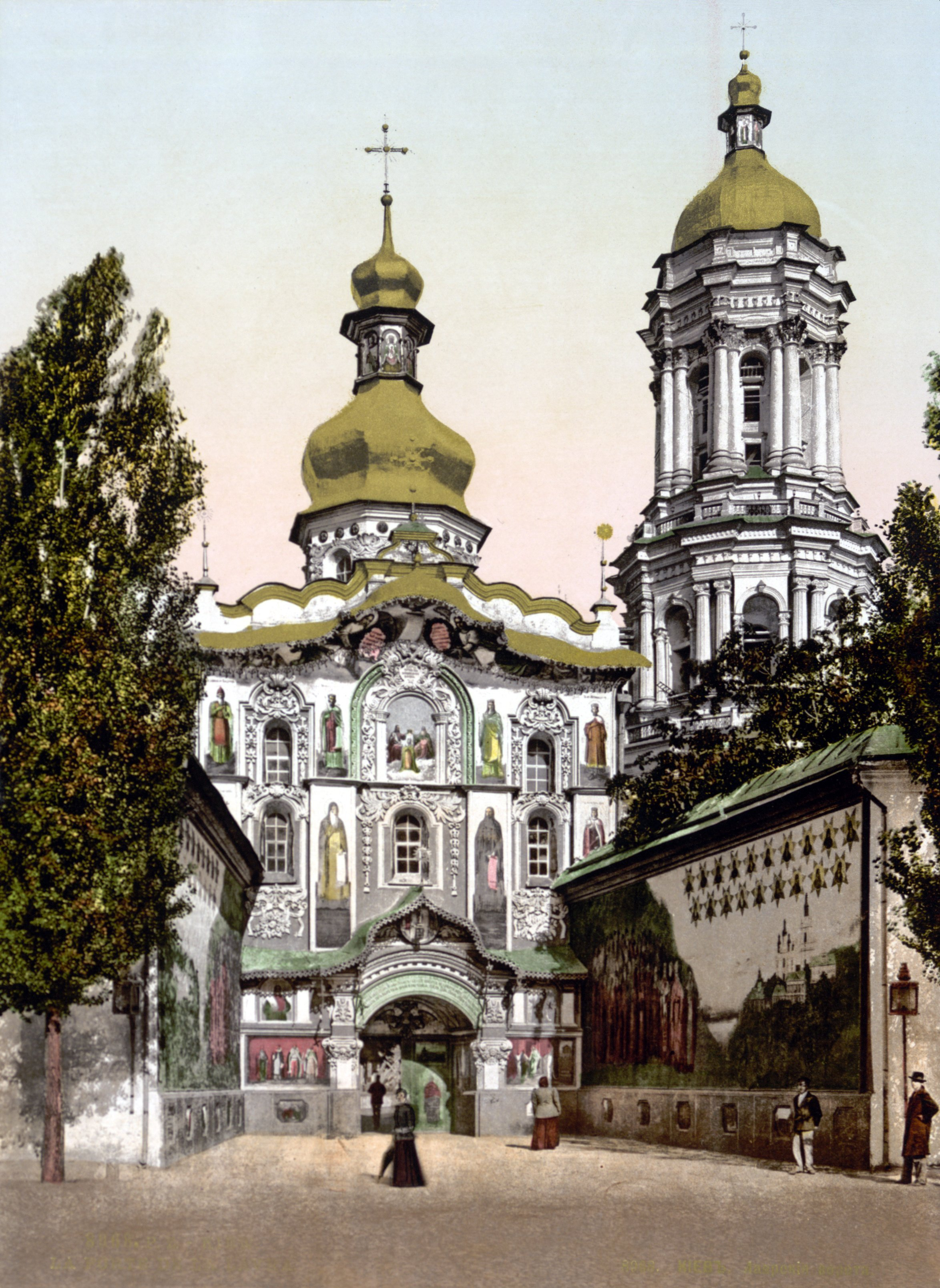
Фотографія кінця 19 ст.
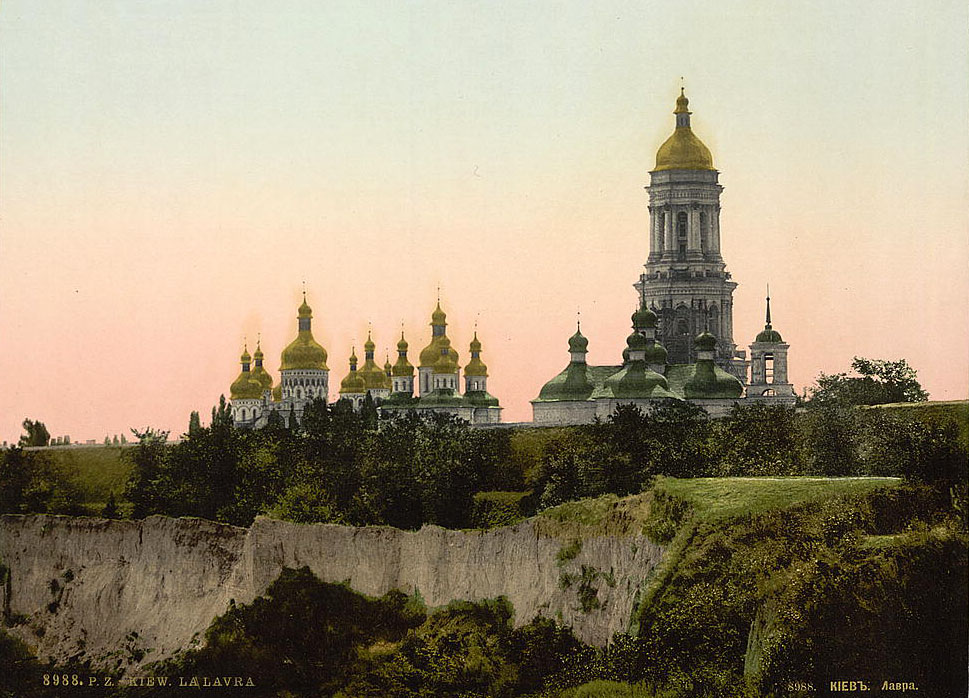
Фотографія кінця 19 ст.
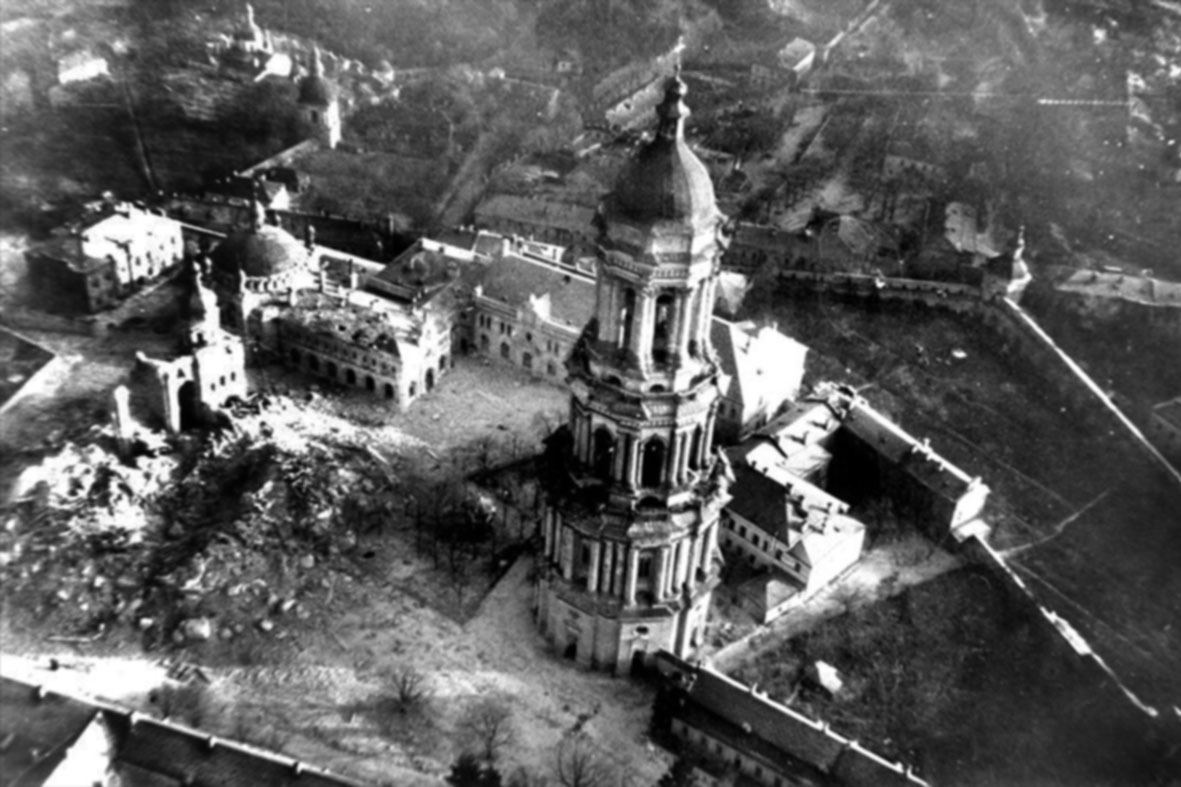
Дзвіниця і зруйнований Успенський собор
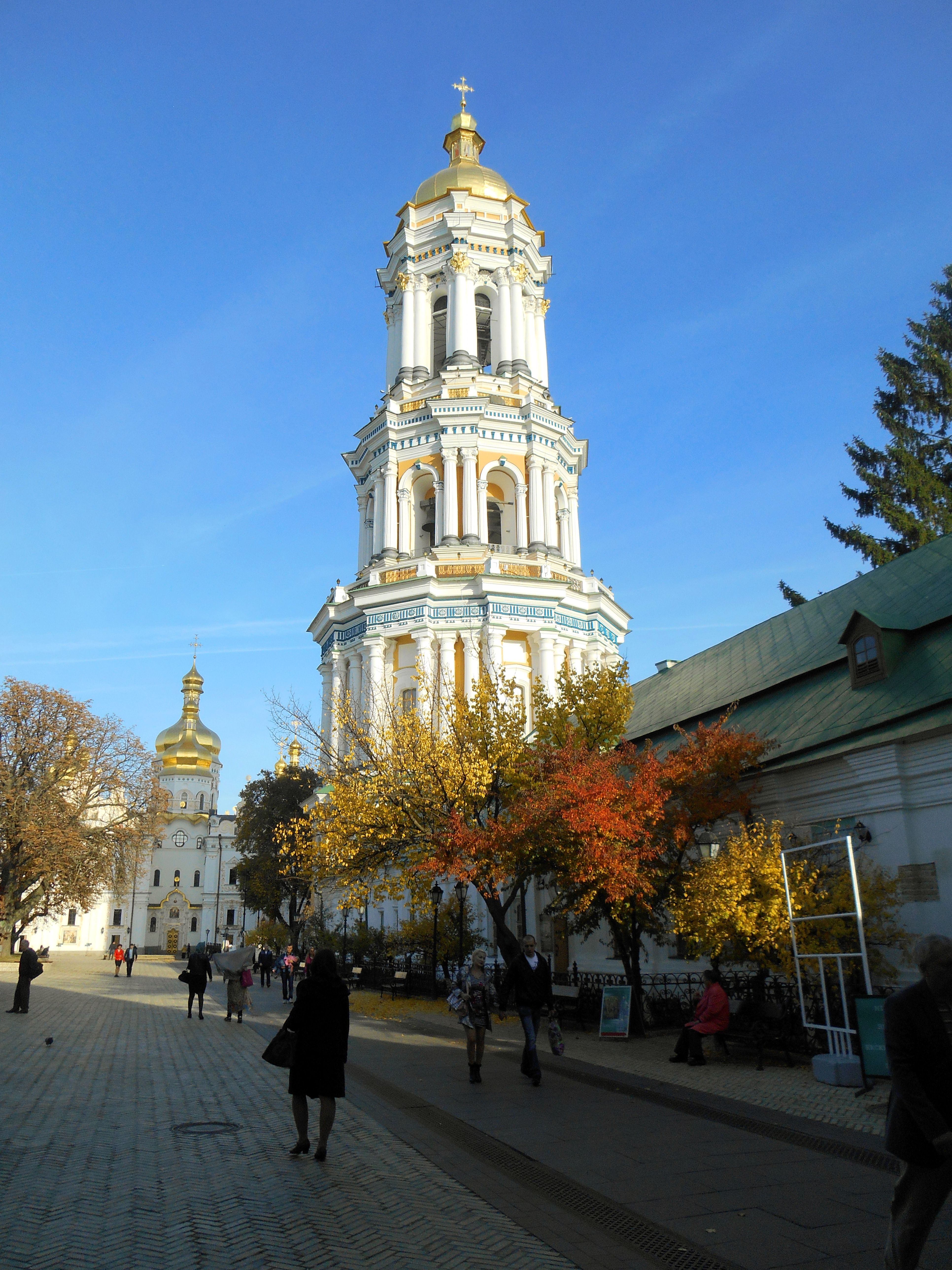
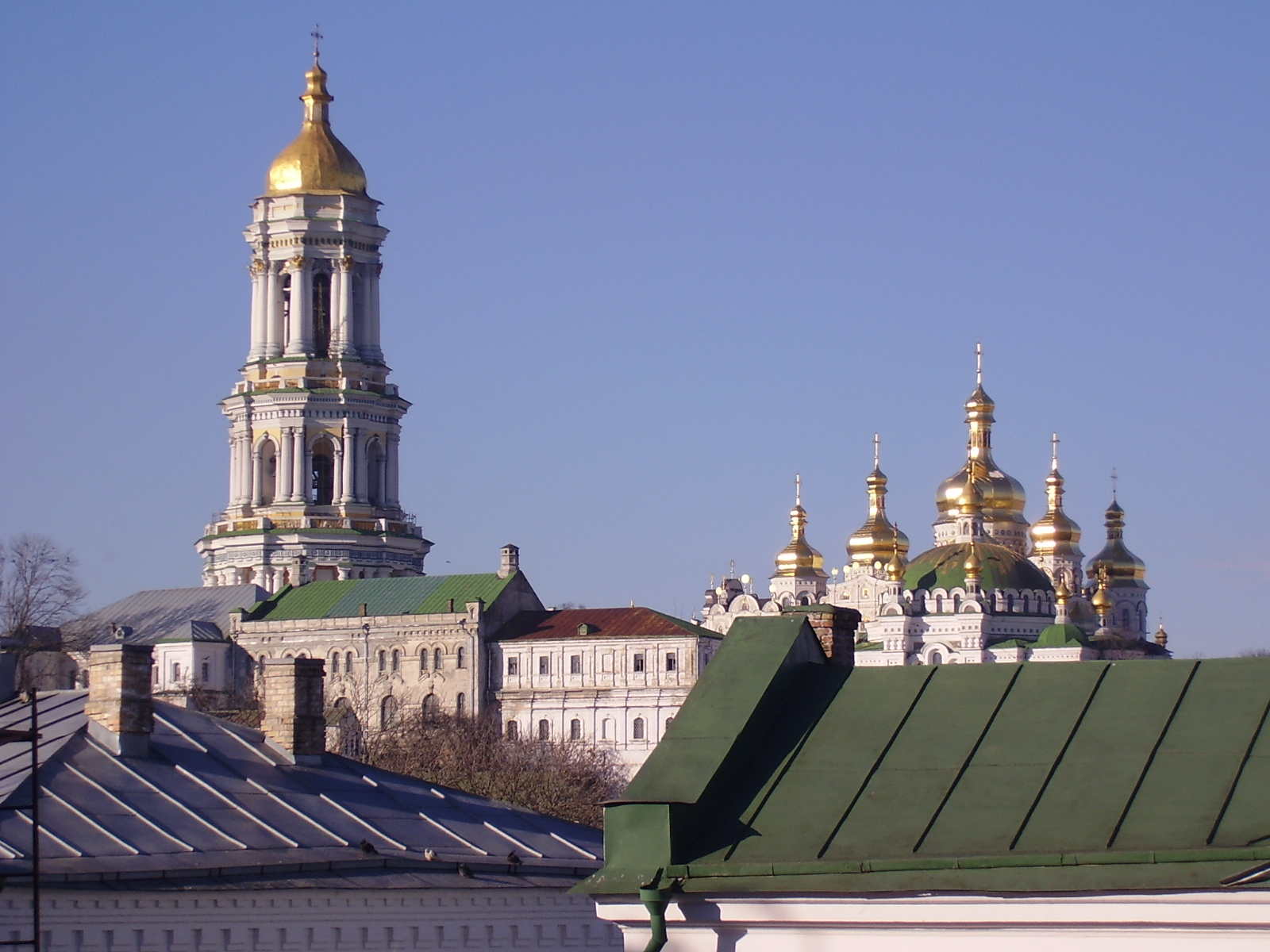
Вид з дзвіниці на Дальніх печерах
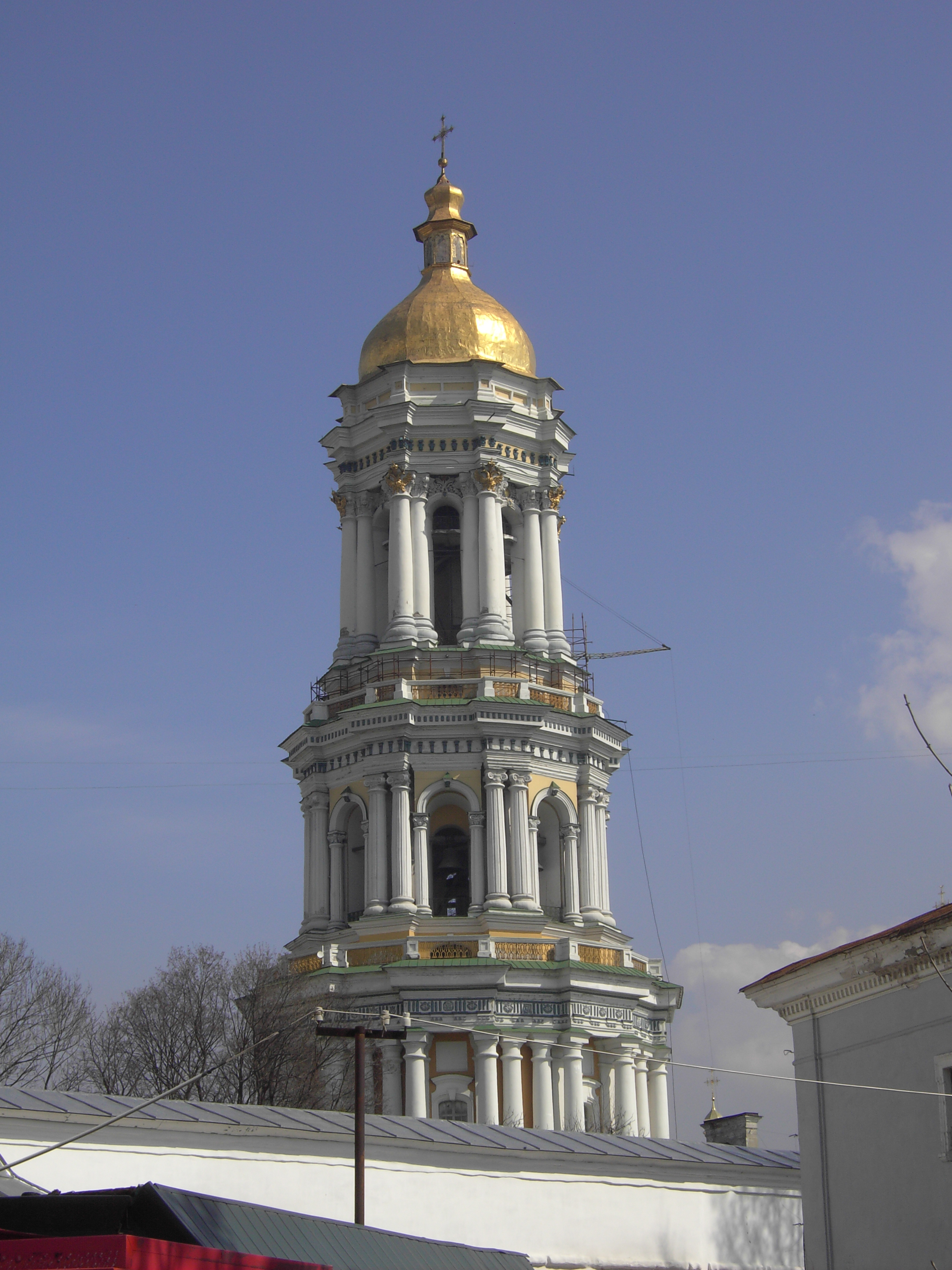
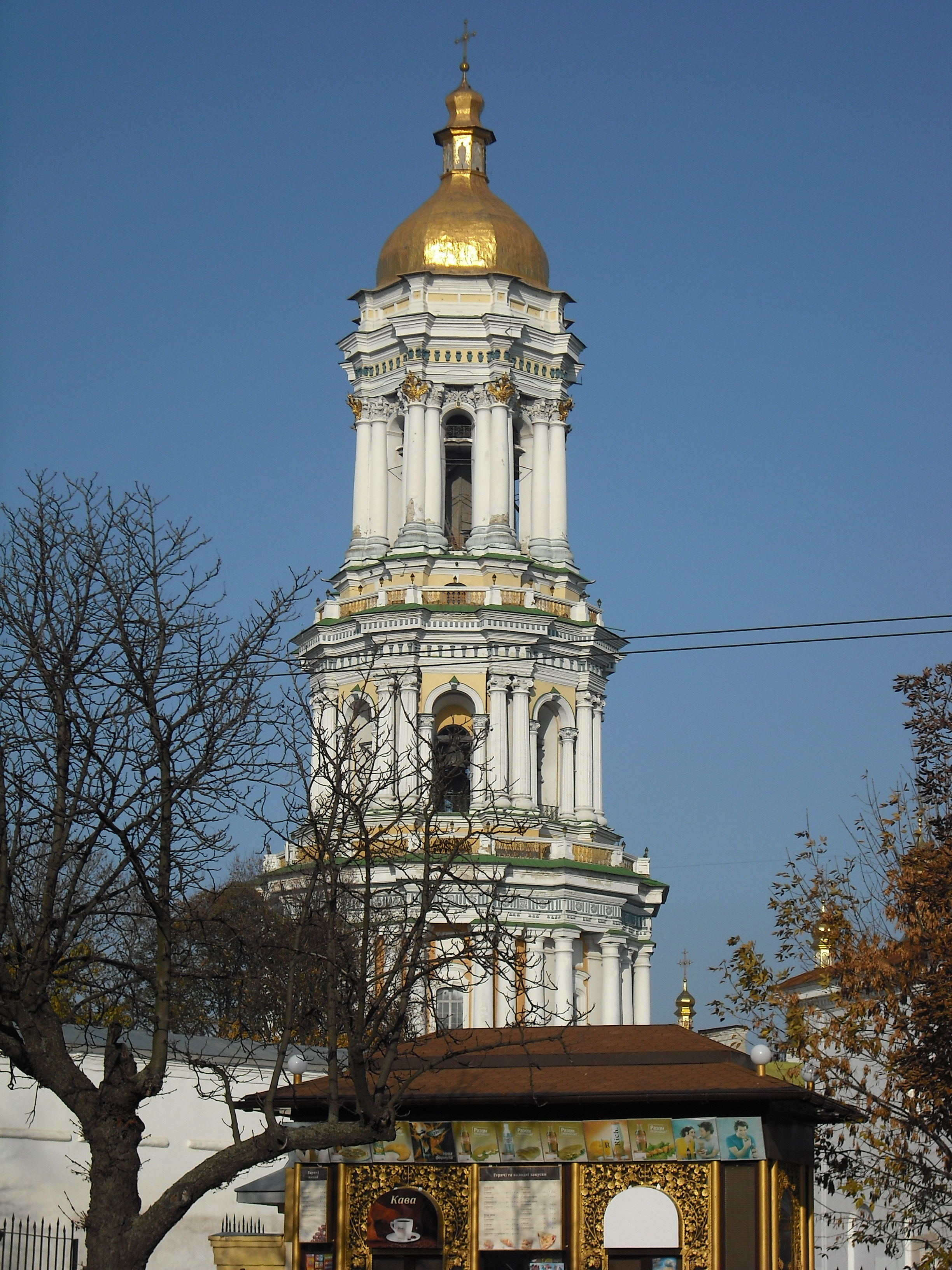
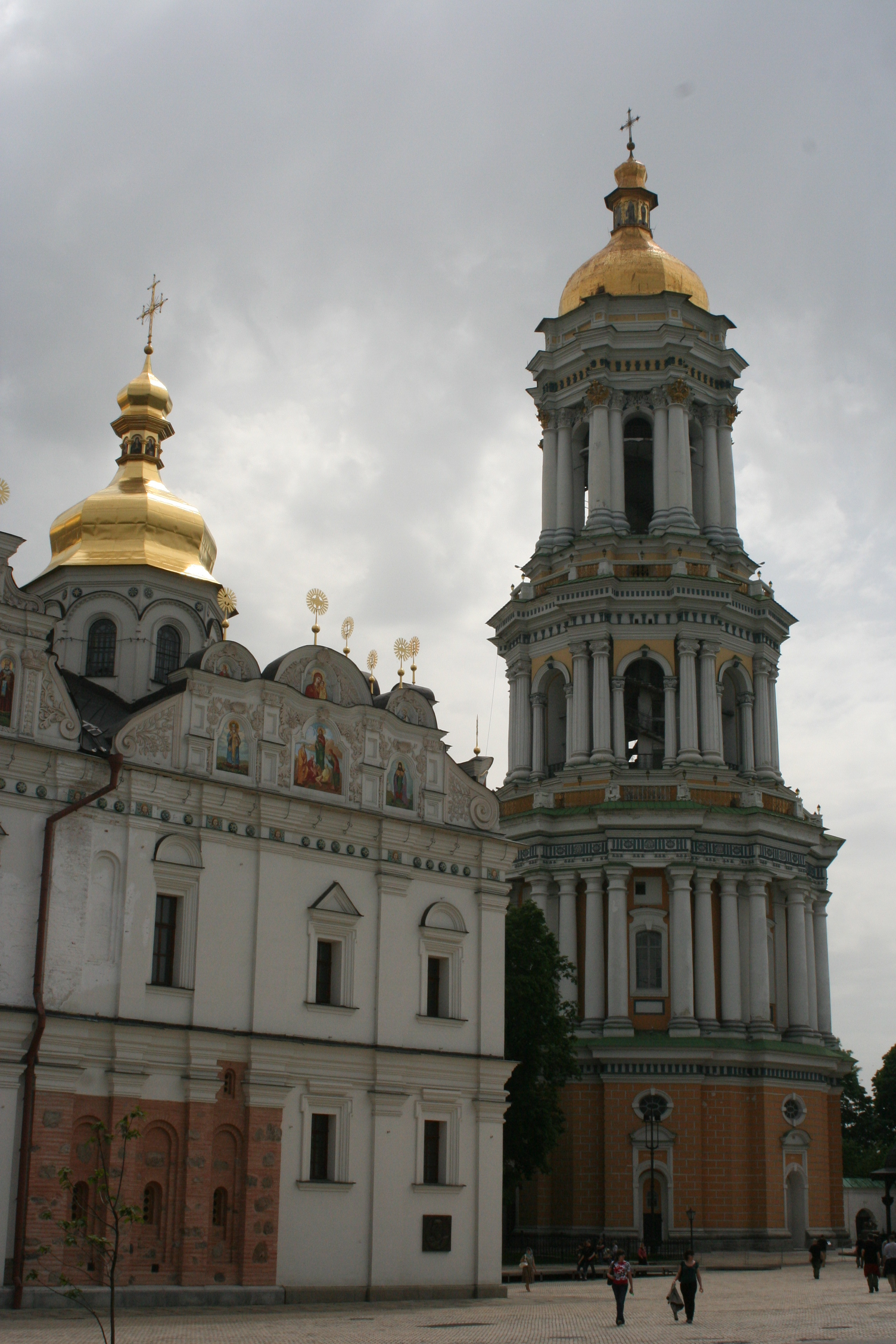
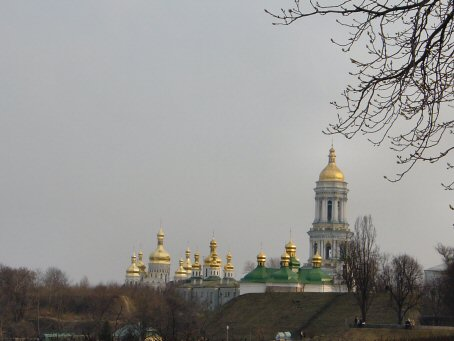
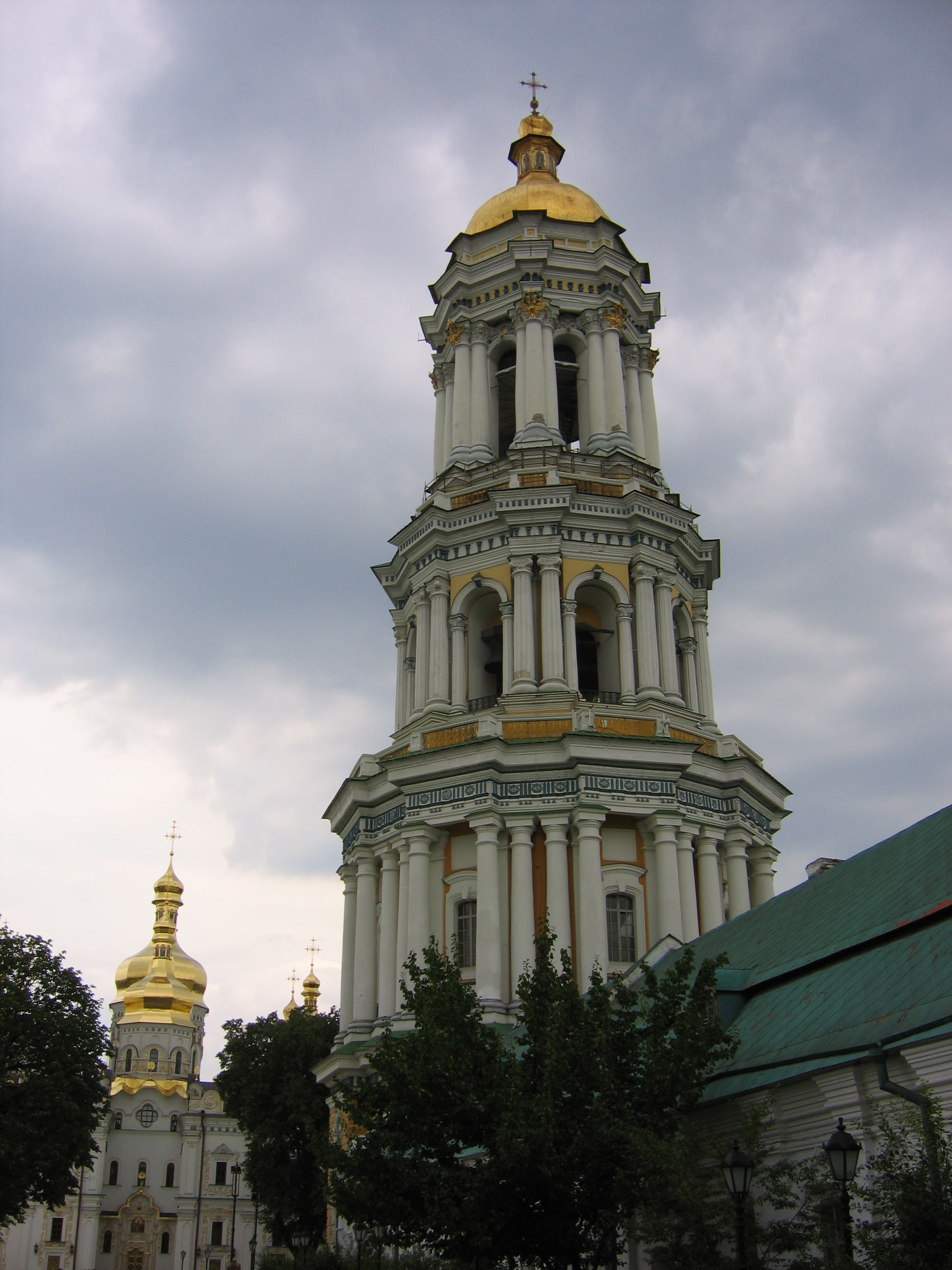
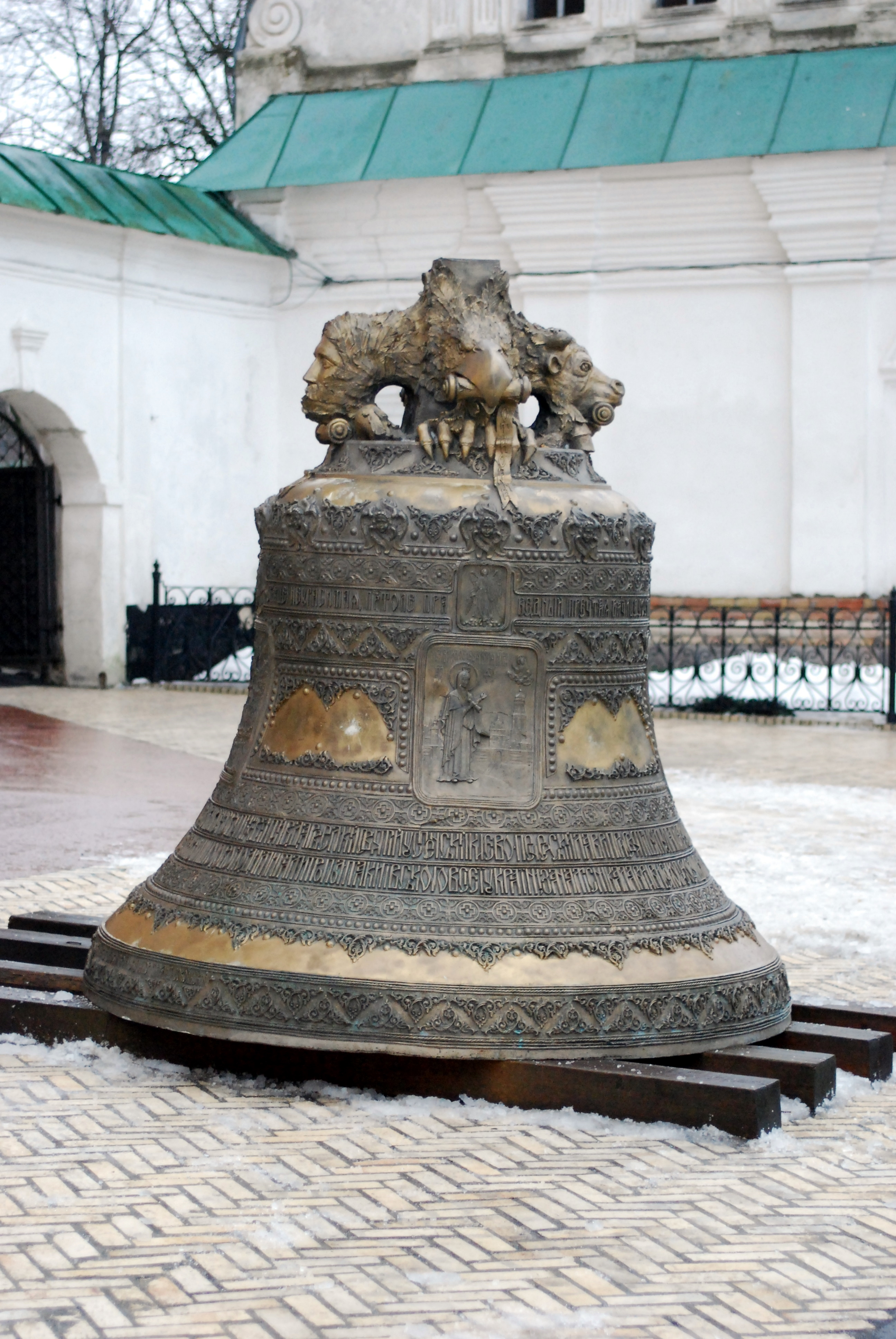